# 佐野篤希
佐野 篤希（さの あつき、2003年7月29日 - ）は、日本のプロボクサー。静岡県三島市出身。伴流ボクシングジム所属。第6代日本フライ級ユース王者。

## 来歴
日大三島高校卒業後、日本大学に進学。
2023年7月21日のプロデビュー戦は3回TKO勝ち。
翌2024年東軍フライ級新人王として、西軍代表弘田一誠を相手に5回2-1（48-47×2、47-48）判定勝ちで全日本新人王獲得。
その後2025年5月13日、後楽園ホールで開催の『第135回フェニックスバトル』にて砂川朝都夢と日本ユースフライ級王座決定戦を行い、8回3-0（79-73×2、78-74）判定勝ちで日本ユース王座獲得。

## 戦績
- プロ戦績7戦7勝(4KO)

## 獲得タイトル
- 全日本フライ級新人王
- 第6代日本フライ級ユース王座（防衛0）